# Shahrestān di Faryab
Lo shahrestān di Faryab (farsi شهرستان فاریاب) è uno dei 23 shahrestān della provincia di Kerman, il capoluogo è Fariab. Lo shahrestān è suddiviso in una circoscrizione (bakhsh): 
- Centrale (بخش مرکزی)